# Jobourg
Jobourg település Franciaországban, Manche megyében. Lakosainak száma 488 fő (2018. január 1.). Jobourg Auderville, Herqueville, Omonville-la-Petite és Saint-Germain-des-Vaux községekkel határos.

## Népesség
A település népességének változása:
| Lakosok száma | 341  | 301  | 336  | 403  | 377  | 495  | 482  | 482  | 520  | 488  |
|               | 1968 | 1975 | 1982 | 1990 | 1999 | 2011 | 2013 | 2015 | 2017 | 2018 |